# パブリックアート

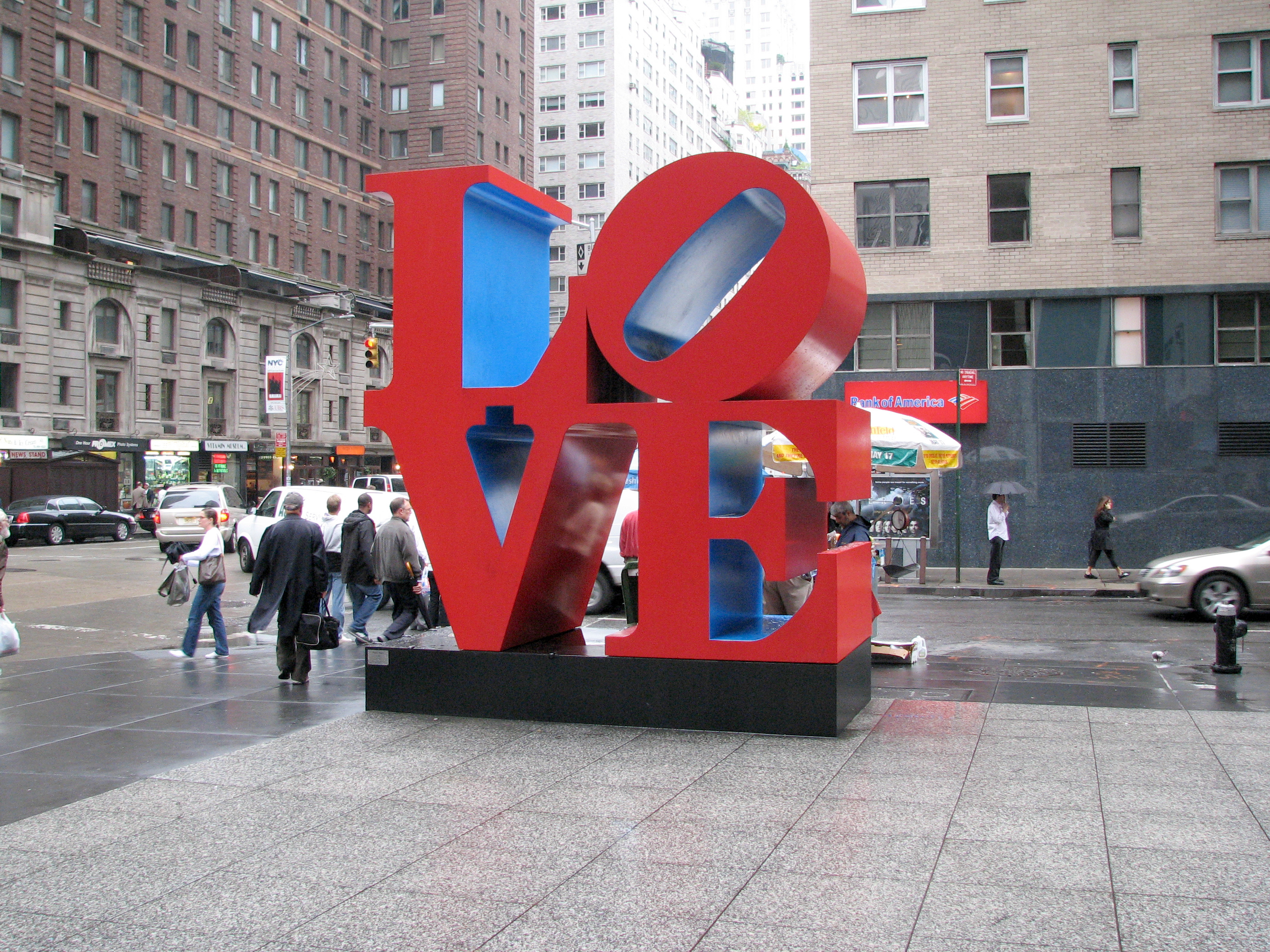
ニューヨーク・マンハッタンの6番街55丁目にある、ロバート・インディアナの『LOVE』。東京の新宿アイランドタワーに同様の作品があるが、VとEの字の間に挟まらず通れると恋が成就するなどの噂が広まりデートスポットと化すなど、日本独自の受容が見られる

パブリックアート（Public_art）とは、美術館やギャラリー以外の広場や道路や公園など公共的な空間（パブリックスペース）に設置される芸術作品を指す。

## 概要

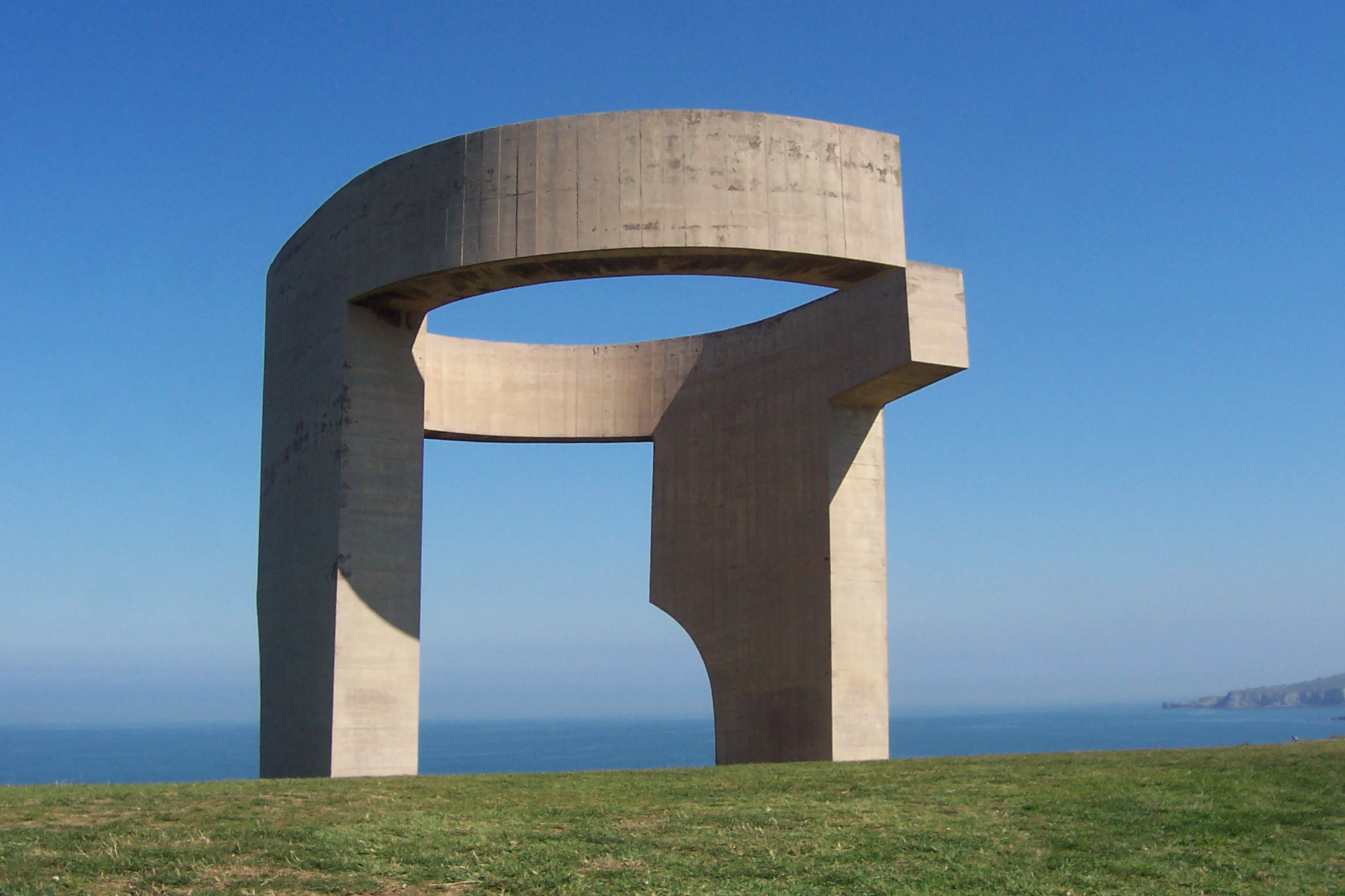
スペイン北部・ヒホンにあるエドゥアルド・チリーダ（Eduardo Chillida）の作品、『水平線礼賛』（Elogio al Horizonte）

パブリックアートは、生産、創造、維持を伴う生産物である。
パブリックアートの目的は、
- 一つには芸術作品を街や公園に置いて市民に身近なものにするということ、
- 一つには芸術作品の設置によってその都市・場所・住民の歴史、気概、願いを形にして、公共の福祉の向上に寄与し、街づくりに結びつけたり地域共同体の活性化に結び付けたりその都市に文化価値を付け加えたりすること

である。
銅像や彫像、石碑などの記念碑が古来より広場や街角などの公共空間に設置され、第二次世界大戦後にはオブジェなどが置かれるようになっているが、素材は青銅・石のほか、他の金属・樹脂・水など多様化している。
表現形態も具象的・抽象的な彫刻のみにとどまらずベンチ・街灯・噴水などを兼ねるもの、造園・造景された庭園のような空間、ある種の公園・広場・建築・橋など、公共空間に意図を持って設置された芸術的要素の含まれるものはパブリックアートと考えられる。
またパブリックアートのある空間は通常、道路や広場など、公共が所有する土地であるが、ビルの足元にある公開空地など、誰でも立ち入れるようにした私有地にあるオブジェもパブリックアートに含まれると考えられる。

## パブリックアートの概念
この用語は第二次大戦後のアメリカ合衆国で誕生しヨーロッパに広まった。日本には1990年前後に用語や概念が導入されたが、それ以前にも「野外彫刻」などの名で実践されていた。
パブリックアートという語は各国の美術界の中で重要なものになりつつある。設置を依頼する政府・自治体・企業、設置される場所のコミュニティや住民、設置する土地の特殊性に対応することを考えコミュニティとも協力しながら作品作りを行う美術家など、多数の人の協力や理解によって多くの作品が作られている。
ピラミッドや凱旋門など権力者らが設計・建設させたモニュメント、あるいは街角の記念碑や銅像などは、最も歴史が古く、誰でも見たことのあるパブリックアートであろう。ここでは、建築物の細部を飾る彫刻、もしくは建築物自体が、公共空間や都市を芸術作品で満たし活性化させるというパブリックアートの定義を満たしているともいえる。近年、建築物や建築群が作り出す環境が、ライトアップ・グラフィティなどのパブリックアートが対峙する対象となったり、あるいは建築物自体がパブリックアートとして見られるようにもなった。
パブリックアートとする意図を持って制作された彫刻は、美術館など室内に展示されるための彫刻とは違い、強風などで壊れたり落書きなどで荒らされたりすることを防ぐべく、耐久性のあるメンテナンスしやすい素材で作られることが多い。しかし芸術イベントの間だけなど、一時的な設置のために制作されるものは、材質も壊れやすいものを用いることがある。恒久展示される作品は、建築物の新築や改装、公園や街路に対する造景の際に、建築や公園の一部として設置されることも多い（たとえば公園やニュータウン、再開発地区の各所に設置される彫刻、庭園などや、ビルの公開空地や一階部分に設置される建物一体型のオブジェなど）。パブリックアートは、その土地を所有管理している政府・自治体・企業の承認や協力の下で設置される。政府の中には、フランスやアメリカのように芸術支援政策として新築建造物の建築予算の1% を芸術関係に使わせる「パーセントプログラム」を施行するなどして、パブリックアートの制作・設置を支援するところもある。
パブリックアートの制作者は、ミケランジェロ、パブロ・ピカソ、ジョアン・ミロら、この用語が登場する前から公共空間のための作品を作っていた巨匠から、クレス・オルデンバーグ、ピエール・グランシェなど主に公共空間のために制作している近年の作家、サンティアゴ・カラトラヴァら元来建築家・構造設計家である者、その他建築や空間に落書きなどさまざまな範囲に及ぶ。
公共空間のために制作する芸術家の中には、室内に入らない巨大な作品の制作のために野外での制作設置を積極的に行う人物もいる。1960年代以降、ロバート・スミッソン、リチャード・ロングなどのランド・アートの作家や、クリスト、アントニー・ゴームリーのようなインスタレーションを行う作家らは、サイズにとらわれず作品自体も永続しない野外空間を好んで制作の場としていたが、こうした野外空間で、環境と相互作用する作品作りや、環境との調和を図った作品作りが試行され、クリストらのように多くの関係者を議論に巻き込む公共性を帯びる作品を作るようになった者もいた。
パブリックアートは美術館などで鑑賞者一人ずつが体験する絵画や彫刻などの美術体験とは異なり、日常空間の中にあり、不特定多数の人々が同時に体験することができる。
ここでは作家の個人的表現や鑑賞者の個人的体験だけでなく、作家にはより公共に開かれた表現が要求される一方で、鑑賞する側も共同で体験し（場合によっては住民らが共同制作を行うことで制作の過程自体にも関与し）、その経験を交換し合うことで、新たな公共性の創造や共同体の活性化が期待されている。

## 歴史

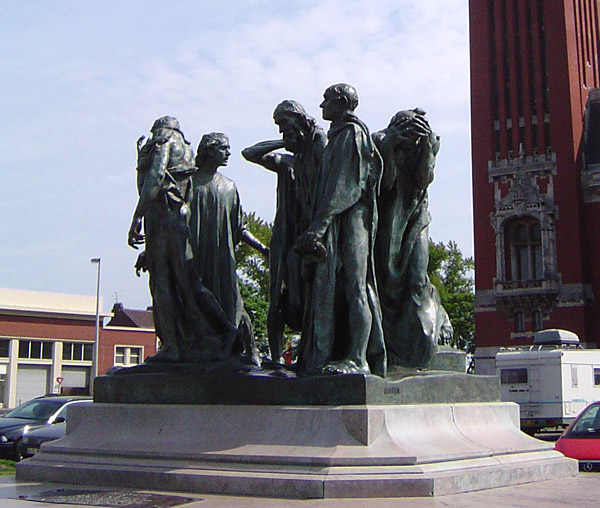
オーギュスト・ロダン『カレー市民』、フランス・カレー市庁舎前。イギリス軍からカレー市民を救った14世紀の6人の市民の像が発注されたが、苦悩を前面に押し出したロダンの作品は市政府から「英雄的でない」と拒否され、長らく市庁舎前に置かれなかった

公共空間での芸術活動の歴史は古代から連綿と続いている。共同体が共有した洞窟壁画や集落の石仏などの偶像や、都市民が資金を出し合った彫刻や教会、権力者が都市や国土を壮麗にするため作らせた彫刻・建築なども公共的な芸術といえる。近代に入り芸術の自律性が確立した後、芸術は芸術家が個人的な表現のために行うものへと変わっていったが、彫刻家は政府や市民の求めに応じて公共空間に置く記念碑的な像の制作を手がける機会も多く、オーギュスト・ロダンの『カレー市民』などのように公共の発注ですぐれた表現が市内に置かれることもあった。
パブリックアートが生まれたアメリカでは、大恐慌後の1930年代、ニューディール政策の下で、公共事業促進局の手で「連邦美術計画」が進められ、多くの失業美術家を雇って壁画や公共建築の彫刻を作らせるなど芸術家支援策が行われた。政府が直接芸術支援に介入したこの政策で、市民の身近に芸術作品が行き渡る効果が得られた。その後、戦後アメリカでは連邦政府や地方政府が芸術家支援のため積極的に芸術作品を発注したほか、1950年代 - 1960年代の都市再開発政策の中で都市に芸術作品が置かれるようになり、パブリックアートという言葉が誕生した。
特に代表的なものが、建築費の幾分かを芸術品購入に当てさせる「パーセントプログラム」である。1950年にフランスで国家の芸術支援策の一環として1% プログラムが導入された後、1959年にはアメリカではじめてフィラデルフィア市が制定し、1963年には連邦政府がパーセントプログラム（0.5%）を制定するに至った。1965年には全米芸術基金が設立され、パーセントプログラム施行やパブリックアート支援を財政的に裏付けている。またヨーロッパ各国、アメリカの各州・各都市、オーストラリアなどでパーセントプログラムは導入されている。日本でもパーセントプログラムの法制化に向けた運動が起こっている。法人単位では西南学院大学がパーセントプログラムを導入している。
パーセントプログラムでは建築費の数パーセントが芸術品購入に充てられるよう要求されるが、実際の政策にはさまざまなパターンがある。カナダのケベック州は、公的予算で建つすべての新築ビルに対し建築費の1% を芸術品に充てるよう定めている。ニューヨーク市は、市の所有するすべての公的建築で、建築費の最初の2000万ドルのうち最低1% を、2000万ドルを越える部分については0.5% 以上を、芸術品に充てるよう法律化している。どの建物でも、最大40万ドルが芸術品に使われることになる。これに対し、トロント市は建築費の総額1% をパブリックアートに充てるよう定め、その上限を設けていない（市と開発業者は個別に交渉し上限額を決めることは可能）。イギリスではパーセントプログラムは地方自治体の自由裁量で決めることができる。大規模開発による外部不経済（道路渋滞の発生や学校建設の必要など）の埋め合わせを自治体が開発業者にさせるタウン・アンド・カントリー・プランニング法（1990年施行）106条合意の中で、パブリックアートの予算も開発業者に出させているが、負担割合は個別案件ごとに交渉され、めったに1% に達することはない。
日本では、山口県宇部市が1961年に常盤公園で行った「宇部市野外彫刻展」をきっかけに、1964年より買い上げた彫刻で市内を飾る事業が策定された。また1963年には神戸市が「須磨離宮公園現代彫刻展」を開始し、同様の買い上げと市内設置事業を行った。宇部と神戸の両方がそれぞれ重ならないよう隔年で野外彫刻展を行い、ともに買い上げた作品で市内を飾り、市民文化の啓蒙を図るようになったことは、日本各地の都市に影響を与えた。「地方の時代」が強調されるようになった1970年代後半以降は野外彫刻展・彫刻公園・彫刻の散歩道・シンポジウム開催など、「彫刻のある街づくり」が各地で競うように行われた。
一方、横浜市は1968年より大通り公園などに有名作家の作品を置くようになったが、これは市民教育のために彫刻を置く他都市の理念とは異なり、大通り公園や公共空間の、ひいては横浜の都市としての魅力を増進するためのものであり「彫刻による街づくり」といえるものであった。後には宇部や神戸ほか各地の都市でもこの考えは導入されるようになった。埼玉県東松山市では、著名な彫刻家・高田博厚一人に絞った作品を駅前の路上1ｋｍにわたり展示する「高坂彫刻プロムナード【高田博厚彫刻群】」を1986年から展開している。
1990年代の北川フラムのディレクションによるファーレ立川や南條史生のディレクションによるゆめおおおかなどの事例も有名である。
また、上記のような自治体主導の取り組みとは別に、企業等からの協賛をもとに駅や空港などの公共空間に壁画や彫刻等の設置活動を行う個別団体も存在する。
パブリックアートは政治目的で使われることもある。たとえばロシア革命とロシア内戦の時期、ボルシェヴィキによって公共空間への芸術作品設置が広範囲に行われた。ウラジーミル・レーニンはこの時期、ソ連の各地の芸術家に革命の英雄たちの像を作らせ設置する政策をすすめるようになった。彼は革命時の社会におけるこのような芸術は一時的なものであり英雄崇拝の発生は避けなければならないと主張したが、この時期の記念碑的彫像の氾濫は、しばしばヨシフ・スターリン時代の個人崇拝や社会主義リアリズムによる彫像の乱立と関連付けて語られている。
一部の芸術家たちは落書きや作品の無断設置などゲリラ的な「パブリックアート」制作を、彼らの芸術的アイデアの宣伝や、観客との検閲抜きの交流の確立のための機会と考える傾向がある。これらのうち、いくつかは永続しない素材で作られた一時的なパフォーマンスの形態をとることもある。またグラフィティの場合、単なる器物破損行為とアートとの境界はあいまいである。キース・ヘリングのような美術家は、ニューヨーク市地下鉄や構内の広告ポスター出稿者の許可を得ることなく、ポスターの上に落書きすることで初期の作品制作を行った。無断で美術館などへのゲリラ展示をおこなったことで近年有名になったバンクシーは、各地の壁面にステンシルを使った落書きを続けている。都市ではこうした「パブリックアート」は自然発生的に現れるが、市民の支持を得る場合もあれば、環境を悪くすると市民の反発を受けることもある。また行政としては無許可の落書きは違法なことから厳しい対処をせざるを得ず、欧米では作者との間の政治的論争に発展する場合もある。

## 議論
パブリックアートが増えると、中には自治体が横並びで行う安易な事業が批判されたり、表現をめぐって論争の起こる作品が出現することもある。パブリックアートが起こす不快感（意味のわからない抽象彫刻に対する不快感、逆に陳腐でありきたりな彫刻などに対する不快感、形態・色彩・政治的意図が不快なものに対する嫌悪感）や、手入れの悪いパブリックアートが誰からも相手にされず放置されている悲惨な状態は、しばしば「彫刻公害」と揶揄される。
彫刻のある街をめざして多くの彫刻が作られたような都市では、しばしば当時の市当局だけが熱心で、市民から作品が遊離していたり市当局の後任者が不熱心になることもあり、後日市民からの反発（「税の無駄遣い」、あるいは「作品とこの場所やこの街に何の関連もない」などの批判）が起こったり、市民からも役所からも関心が失われ、結果メンテナンスが行われず汚れて見苦しくなる作品や壊される作品が出る場合もある。
設置される場所のことを考えず、美術商や野外彫刻コンテストから購入したものを適当な所に置いた彫刻は、地元コミュニティに無視され放置されたり、その場所に対し小さすぎたり大きすぎたりして鑑賞に堪えなかったりすることも多い。個人的な表現と公共性とが衝突することもある。もっとも有名な例は、1981年以来ニューヨークのフォーリー・スクエアにあるジェイコブ・K・ジャヴィッツ連邦ビルと合衆国国際貿易裁判所に囲まれたフェデラルプラザに置かれていたリチャード・セラによる長さ36.6m、高さ3.66mの長大で湾曲した鉄の彫刻『傾いた弓形』 (Tilted Arc) が起こした論争と裁判である。セラは非常に高く評価されている彫刻家であり、全米芸術基金の推薦もあって、連邦ビル新築にあたってパブリックアートの制作依頼を受けてこの作品を設置した。プラザを分断するような弓形の壁が周囲の空間のあり方を変えたことを高く評価する意見もあった。しかしプラザを行き交う市民からは、交通を遮断する、プラザを圧迫して不安な気分にさせる、物陰ができて防犯上危険、鉄錆が風で目に入ったなどの理由から評判が悪く、ついに撤去を求めて裁判が起こされる事態となった。この裁判に関する大量の報道は現代美術や芸術家に対する反感を煽ったほか、美術界や都市づくりに関心のある人々に今でも「美術と公共性」をめぐる話題を提供しているが、1989年にセラが自主的に作品を撤去することでこの事件は一応決着している。

## 書籍
- 『パブリック・アート都市』 樋口正一郎 住まい学大系058、住まいの図書館出版局発行、星雲社発売 1994年 ISBN 4-7952-0858-1
- 『パブリックアートは幸せか』 山岡義典編 公人の友社、1994年 ISBN 4-87555-221-1
- 『パブリックアートが街を語る』 杉村荘吉 東洋経済新報社、1995年 ISBN 4-492-06071-5
- 『日本のパブリック・アート』 竹田直樹 誠文堂新光社 1995年 ISBN 4-416-89504-6